# Marian Jachimowicz

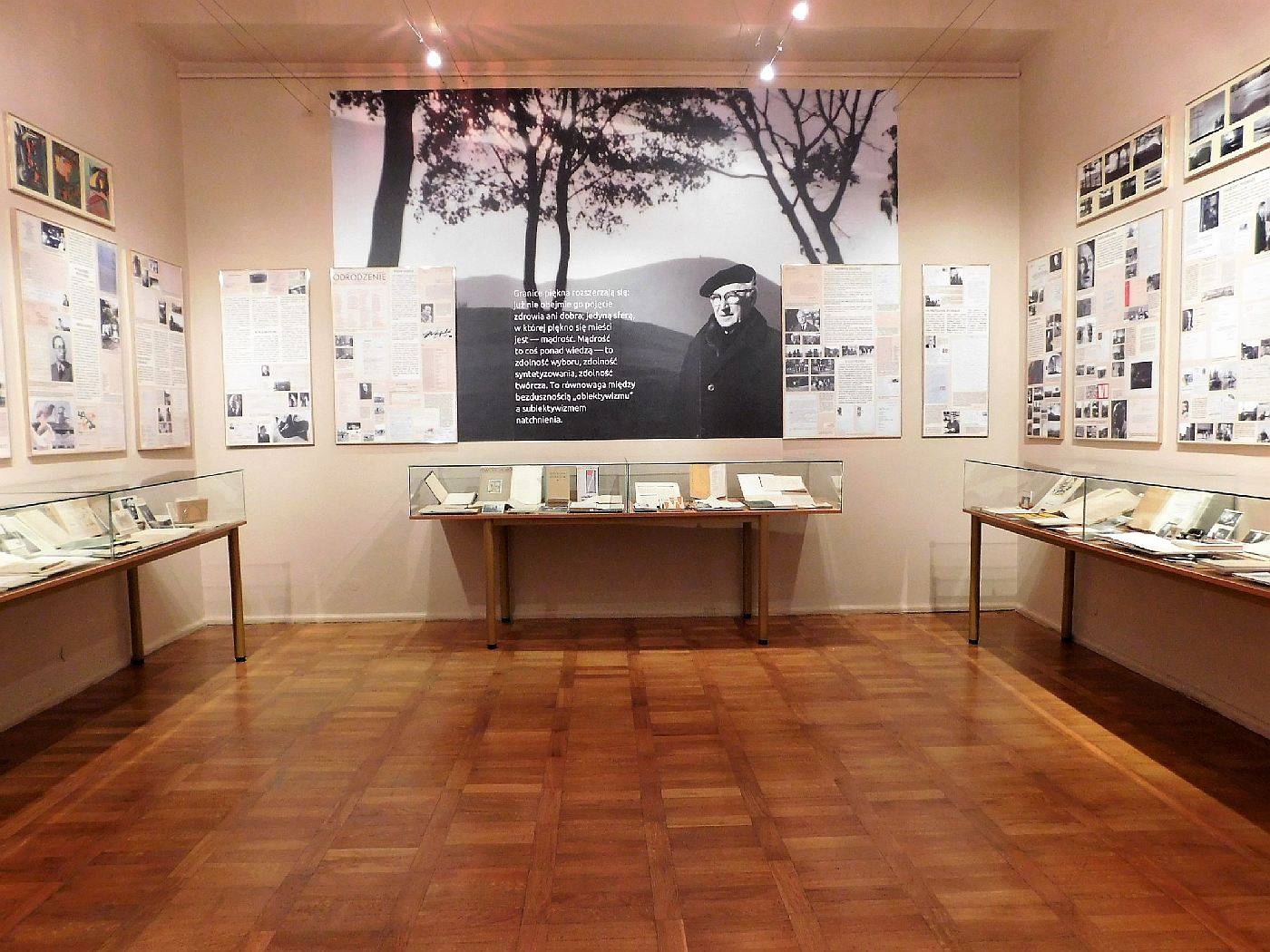
Izba Pamięci M. Jachimowicza w Bibliotece pod Atlantami

Marian Pankracy Jachimowicz (ur. 12 maja 1906 w Schodnicy, pow. drohobycki, zm. 12 listopada 1999 w Wałbrzychu) – polski poeta, tłumacz, malarz i fotograf.

## Twórczość
Zadebiutował w 1946 wierszem pt. Nie wiem, opublikowanym w tygodniku Odrodzenie. W następnych kilku latach ogłaszał liczne wiersze i przekłady z języka węgierskiego w Odrodzeniu (1946-47) i Twórczości (1947-49). W 1950 został członkiem Związku Literatów Polskich. Stosunkowo późno, bo w 1957, nastąpił jego debiut książkowy. W tym pierwszym zbiorze zatytułowanym Ścieżką konieczną objawił się jako poeta w pełni dojrzały, o wykrystalizowanej i indywidualnej poetyce. Kontynuując twórczość literacką drukował wiersze i przekłady w najważniejszych czasopismach literackich, m.in. w Twórczości, Życiu Literackim, Miesięczniku Literackim, Odrze, Poezji. Kolejne tomy poezji ugruntowały mocną pozycję jego twórczości w polskiej literaturze współczesnej. W 1981, z chwilą ogłoszenia stanu wojennego w Polsce, postanowił zaprotestować milczeniem. Przestał publikować, nie uczestniczył w życiu kulturalnym do 1992.

## Publikacje
Poezja
- Ścieżką konieczną (1957),
- Chcę zbliżyć (1959),
- W czas chłodu (1960),
- Na dnie powietrza (1963),
- Ponad widzianym (1967),
- Gaje tańczą (1969),
- Wiersze wybrane (1972),
- Żelazne studnie (1972),
- Dom pięciu słońc (1974),
- Biały cyprys (1980),
- Równoleżnik gołębia (1980),
- W słońcu zagłębia [wybór] (1983),
- W blasku istnienia (1994),
- Głazom z Carrary (1995),
- Jaskółki jutra [wybór] (1996),
- Jak ptakom i Aniołom (2006).

proza
- Mój Paryż nad Dunajem, czyli rozmowy z milczeniem (1991, wspomnienia)
- Bruno Schulz (Poezja, 1966 nr 4)
- Julian Przyboś (Poezja, 1974 nr 8)

eseje
- Borysław - zagłębie poetyckie (Twórczość, 1958 nr 4)
- Grafika Kazimierza Głaza (Odnowa, 1960 nr 17)
- Bolesna sława Leśnego Miana (Poezja, 1967 nr 12)
- Henryka Wicińskiego rzeźby w człowieku (Miesięcznik Literacki, 1977 nr 4)

przekłady (publikacje zwarte)
- Lajos Kassák Koń umiera... (1967)
- Sandor Petöfi Na wielkiej drodze. Wybór poezji (1993)

inne
- Śladami sensu (1995).

## Upamiętnienie
Izba muzealna pn. Pokój Pamięci Poety Mariana Jachimowicza znajduje się w Powiatowej i Miejskiej Bibliotece Publicznej „Bibliotece pod Atlantami” w Wałbrzychu.